# Izumi Yokokawa
Izumi Yokokawa (ur. 25 lutego 1963) – japoński piłkarz występujący na pozycji bramkarza.

## Kariera piłkarska
Od 1985 do 1994 roku występował w Fujita Industries i Yokohama Marinos.